# Title Transfer Facility
Title Transfer Facility, almindeligt kendt som TTF, er et virtuel børs for naturgas i Nederlandene. TTF blev oprettet af Gasunie i 2003 og prissætter naturgas inden for det hollandske gasnet. TTF drives af et selvstændigt datterselskab af Gasunie, Gasunie Transport B. V.
Engroshandel med gas på TTF sker overvejende over-the-counter via interdealer brokers. Gas på TTF handles i euro per megawatt-time.